# والتر هنت
والتر هنت (بالإنجليزية: Walter Hunt)‏ هو سياسي أمريكي، ولد في 5 سبتمبر 1868، وتوفي في 4 مايو 1942. حزبياً، نشط في الحزب الجمهوري. وقد انتخب عضو مجلس ولاية ويسكونسن.